# Ben Bussey
Ben J. Bussey (Cornualla, Anglaterra, 1969) és un científic planetari estaunidenc coautor del "The Clementine Atlas of the Moon". Intervingué a la missió NEAR, que aconseguí posar amb èxit per primer cop una sonda espacial sobre un asteroide ((433) Eros) el 2001.

## Biografia
Va obtenir el seu doctorat en geologia planetària al University College de Londres, Anglaterra. El 2001, durant el seu treball post-doctoral a la Universitat de Hawaii, es va unir a l'ANSMET (ANtarctic Search for METeorites; en català Cerca Antàrtica de Meteorits) expedició organitzada per recuperar meteorits de les glaceres antàrtiques. Va treballar a l'Institut Lunar i Planetari de Houston i a l'Agència Espacial Europea, abans de començar la seva tasca en el Laboratori de Física Aplicada de la Universitat Johns Hopkins, on és un dels científics experts de la institució.
Bussey està especialitzat en el reconeixement remot de la superfície dels planetes. Va participar en la missió Asteroid Rendezvous-Shoemaker (NEAR) com a investigador a la Universitat Northwestern, i és coautor amb Paul Spudis d'un atles de la Lluna basat en les dades i imatges de la missió Clementine. Té un interès particular en els pols lunars, i utilitza les imatges de la missió Clementine per localitzar cràters on s'hagin pogut quedar atrapats dipòsits d'hidrogen gelats; va cartografiar els "pics de la llum eterna".
Està casat amb la doctora Cari Corrigan, conservadora de la col·lecció de meteorits de la Smithsonian Institution.

## Publicacions
- The Clementine Atlas of the Moon, Ben Bussey and Paul D. Spudis, 2004, ISBN 0-521-81528-2.
- Small Spacecraft Exploration of the Moon, Ben Bussey and Paul D. Spudis, 2003, International Academy of Astronautics.